# Siemuszowa
Siemuszowa is een plaats in het Poolse district Sanocki, woiwodschap Subkarpaten. De plaats maakt deel uit van de gemeente Tyrawa Wołoska en telt 220 inwoners.